# Visapur
Visapur es una ciudad censal situada en el distrito de Chandrapur en el estado de Maharashtra (India). Su población es de 9398 habitantes (2011). 

## Demografía
Según el censo de 2011 la población de Visapur era de 9398 habitantes, de los cuales 4831 eran hombres y 4567 eran mujeres. Visapur tiene una tasa media de alfabetización del 82,15%, superior a la media estatal del 82,34%: la alfabetización masculina es del 88,66%, y la alfabetización femenina del 75,29%.